# Феросплави
Феросплави – специални сплави на желязото със значителни количества от други елементи - силиций, манган, фосфор, хром, никел, волфрам и др. Те служат за прибавяне на тези елементи към стомана или чугун в стопено състояние и за дезоксидиране на стоманата.
Най-използваните феросплави са:
- Феросилиций – съдържа до 75% силиций;
- Фероманган – съдържа до 80% манган;
- Огледален манган – съдържа до 25% манган;
- Силикошпигел – съдържа 9-12% силиций и 18-24% манган.